# Inkabarbett
Inkabarbett (Eubucco tucinkae) är en fågel i familjen amerikanska barbetter inom ordningen hackspettartade fåglar.

## Utbredning och systematik
Fågeln återfinns i fuktiga områden i östra Peru, norra Bolivia och västra Amazonas Brasilien. Den behandlas som monotypisk, det vill säga att den inte delas in i några underarter.

## Status och hot
Arten har ett stort utbredningsområde, men tros minska i antal, dock inte tillräckligt kraftigt för att den ska betraktas som hotad. Internationella naturvårdsunionen IUCN listar arten som livskraftig (LC).